# Kurt Van de Wouwer
Pour les articles homonymes, voir Van de Wouwer.
Kurt Van de Wouwer est un ancien coureur cycliste belge né le 24 septembre 1971 à Herentals. Professionnel de 1994 à 2006, il s'est classé onzième du Tour de France 1999. Il occupe ensuite le poste de directeur sportif au sein de l'équipe Lotto-Soudal.

## Biographie
En 2013, il devient directeur sportif de l'équipe belge Lotto-Belisol qui devient en 2015 Lotto-Soudal.
Il est promu manager sportif de la formation belge, renommée Lotto-Dstny, à partir de 2023 en remplacement de John Lelangue.

## Palmarès et résultats

### Palmarès amateur
- 1988
  -  Champion de Belgique sur route débutants
- 1990
  - Champion de la province d'Anvers du contre-la-montre juniors
  - Remouchamps-Ferrières-Remouchamps
  - 2e du Tour des Flandres juniors
- 1993
  - Vaux-Eupen-Vaux
  - Triptyque ardennais :
    - Classement général
    - 3e étape

  - 2e du Grand Prix Criquielion
  - 2e de l'Internatie Reningelst
  - 3e du championnat de Belgique sur route amateurs

### Palmarès professionnel
- 1997
  - Classement général du Circuito Montañés
  - Prologue et 3e étape de la Hofbrau Cup
  - 3e du championnat de Belgique sur route
- 1998
  - 3e de la Course des raisins
- 2000
  - 3e du Grand Prix de Wallonie
- 2001
  - 3e du Grand Prix de Francfort

### Résultats sur les grands tours

#### Tour de France
5 participations
- 1998 : 16e
- 1999 : 11e
- 2000 : 17e
- 2001 : abandon (12e étape)
- 2003 : 62e

#### Tour d'Italie
1 participation
- 2002 : 26e

#### Tour d'Espagne
2 participations
- 1999 : 31e
- 2003 : 66e

### Classements mondiaux
| Année         | 2005 |
| ------------- | ---- |
| UCI Asia Tour | 177e |